# Platja de s'Arena
La platja de s'Arena, o platja de Serena, és una platja natural del municipi del Port de la Selva (Alt Empordà), situada a la cala de Portitxó, on hi ha dues petites platges més, dins del Parc Natural del Cap de Creus. Orientada a l'oest, té una longitud de 49 m i una amplada mitjana de 6 m, formada per sorres, graves i còdols. Les altres dues platges, a banda i banda d'aquesta, tenen uns 7 m de longitud cadascuna. La platja està molt bruta de plàstics que porta el mar i de residus que deixen els pescadors, que utilitzen la platja per netejar i desmallar el peix, provocant una intensa pudor a l'entorn.
El nom de s'Arena o Serena invoca l'existència de sorra i la tranquil·litat.